# Дукуре, Шейк (футболист, 2000)
Шейк Ума́р Дукуре́ (фр. Cheick Oumar Doucouré; 8 января 2000, Бамако) — малийский футболист, полузащитник английского клуба «Кристал Пэлас» и сборной Мали.

## Клубная карьера
Дукуре — воспитанник клуба «Реал Бамако» из своего родного города. В 2018 году его заметили скауты французского «Ланса» и пригласили в команду. 27 июля в матче против «Орлеана» он дебютировал в Лиге 2. 30 ноября в поединке против «Лорьяна» Шейк забил свой первый гол за «Ланс».
11 июля 2022 года Дукуре подписал пятилетний контракт с «Кристал Пэлас».

## Международная карьера
В 2017 году в составе юношеской сборной Мали Дукуре выиграл в юношеский Кубок африканских наций в Габоне. В том же году Шейк принял участие в юношеском чемпионате мира в Индии. На турнире он сыграл в матах против команд Парагвая, Турции, Новой Зеландии, Ирака, Ганы, Испании и Бразилии.
17 ноября 2018 года в отборочном матче Кубка Африки 2019 против сборной Габона Дукуре дебютировал за сборную Мали.

## Достижения
Сборная Мали (до 17 лет)
- Победитель Юношеского кубка африканских наций: 2017